# Agoraphobic Nosebleed
Az Agoraphobic Nosebleed amerikai grindcore együttes. Főleg a Pig Destroyer, illetve a Japanese Torture Comedy Hour tagjai alkotják. 1994-ben alakultak meg a massachusettsi Springfield-ben.
Tagok: Scott Hull, Jay Randall, Richard Johnson, Katherine Katz, John Jarvis. Volt tagok: Carl Shultz, J.R. Hayes.
Az együttes pályafutása alatt négy nagylemezt, illetve több egyéb albumot (főleg split lemezeket) adott ki. Érdekességként megemlítendő, hogy csak nagy ritkán koncerteznek. Dalaikra jellemző a rövidség: például a harmadik stúdióalbumukon száz darab szám található, miközben az album mindössze 22 perces.

## Diszkográfia
- Honky Reduction (1998)
- Frozen Corpse Stuffed with Dope (2002)
- Altered States of America (2003)
- Agorapocalypse (2009)